# Erich Haselbach
Erich Haselbach (1416/17 urkundlich genannt) war ein sächsischer Amtshauptmann.

## Leben
Er gehörte einem Adelsgeschlecht an.
1416 wird er als Hauptmann des sächsischen Amtes Delitzsch und im darauffolgenden Jahr als Hauptmann in Leipzig urkundlich erwähnt.